# 鶴 (雑誌)
「鶴」（つる）は、俳句の結社誌。1937年、「馬酔木」の新人会機関誌「馬」と石橋辰之助の「樹氷林」を合併する形で東京にて石田波郷を主宰として創刊。

## 歴史
1937年9月創刊。創刊同人は石塚友二、志摩芳次郎など16名。主宰の波郷は1943年4月号にて「風切宣言」として「俳句の韻文精神の徹底」「豊穣なる自然と剛直なる生活表現」「時局社会が俳句に要求するものを高々と表出すること」の三点を掲げた。波郷自らが実作で範を垂れた時代は「風切時代」とも呼ばれる。
戦中1944年9月より休刊。1946年3月に復刊するが、波郷の病のため1949年にふたたび休刊、1953年4月に再復刊。編集は石塚友二、のち石川桂郎が行っていたが、再復刊時より桂郎に代わり星野麦丘人が編集を担当する。戦後の復刊号には、俳句は生活のうちに詠むものであり季節に臨んで詠むものであるとする波郷の宣言文を掲載、伝統俳句と境涯性の方向を明確にした。波郷が1969年11月に逝去してのちは石塚友二が主宰を継承。その後麥丘人の主宰を経て、2013年より鈴木しげをが主宰を務めている。

## 主宰
括弧内は主宰期間を示す。
- 石田波郷（1937年 - 1969年）
- 石塚友二（1969年 - 1986年）
- 星野麥丘人（1986年 - 2013年）
- 鈴木しげを（2013年 - ）

## 主な参加者
括弧内は各自の主宰誌・または代表をつとめる俳誌を示す。退会者を含む。
- 綾部仁喜（「泉」）
- 石川桂郎（「風土」）
- 石田あき子
- 石田勝彦（「泉」）
- 石橋秀野
- 今井杏太郎（「魚座」）
- 今村俊三（「桃滴舎」）
- 大石悦子
- 岸田稚魚（「琅玕」）
- 草間時彦
- 小林康治（「林」「泉」）
- 斎藤玄（「壷」）
- 清水基吉
- 鈴木鷹夫（「門」）
- 相馬遷子
- 殿村菟絲子（「万雷」）
- 永田耕衣（「琴座」）
- 福西英三
- 細川加賀（「初蝶」）
- 村沢夏風（「嵯峨野」）
- 矢島渚男（「梟」）
- 山田みづえ（「木語」）

## 関連文献
- 『石田波郷読本』 角川書店、2004年